# Parts per million
Parts per million (forkortet ppm) betyder milliontedele. Det anvendes til at angive en stofmængdekoncentration. I flydende form vil det være mg/l, i fast form mg/kg og i gasform cm³/m³.
BIPM tillader anvendelsen af ppm sammen med SI-enheder.